# Liga de Campeones de Hockey sobre Hielo

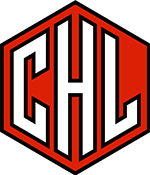
Logo de la Liga de Campeones de Hockey sobre Hielo

La Liga de Campeones de Hockey sobre Hielo es un torneo europeo de hockey sobre hielo . Su primera edición tuvo lugar en la temporada 2014-15 por 26 clubes, 6 ligas y la Federación Internacional de Hockey sobre Hielo (IIHF). El torneo cuenta con los mejores equipos de las ligas de primer nivel de países de toda Europa.

## Historia
En 2008, como celebración de los cien años de existencia de la Federación Internacional de Hockey sobre Hielo, organizó un un torneo con el mismo nombre. La única edición se jugó entre el 8 de octubre de 2008 y el 28 de enero de 2009, y tuvo como resultado el campeonato de ZSC Lions, ganando la Copa Victoria 2009 . La IIHF planeó organizar otra temporada, sin embargo, se vio obligada a cancelar el torneo debido a problemas para encontrar patrocinadores durante la crisis económica mundial de aquel año y la falta de acuerdos sobre el formato del torneo. El 9 de diciembre de 2013, la IIHF y un grupo de 26 clubes de seis países lanzaron un nuevo torneo con el mismo nombre, a partir de la temporada 2014-15

## Ediciones

### Historial
| 2014-15 | 44                                         | 161                                        | 3,049                                      | Lulea HF                                   | Frölunda HC                                | Oulun Kärpät, Skellefteå AIK               |                                            |                                            |                                            |                                            |
| 2015-16 | 48                                         | 157                                        | 3,261                                      | Frölunda HC                                | Oulun Kärpät                               | HC Davos , Lukko                           |                                            |                                            |                                            |                                            |
| 2016-17 | 48                                         | 157                                        | 3,240                                      | Frölunda HC                                | Sparta Praga                               | HC Friburgo-Gottéron, Växjö Lakers         |                                            |                                            |                                            |                                            |
| 2017-18 | 32                                         | 125                                        | 3,369                                      | JYP                                        | Lakers de Växjö                            | HC Oceláři Třinec, HC Bílí Tygři Liberec   |                                            |                                            |                                            |                                            |
| 2018-19 | 32                                         | 125                                        | 3,400                                      | Frölunda HC                                | EHC Red Bull Múnich                        | HC Pilsen, CE Red Bull Salzburgo           |                                            |                                            |                                            |                                            |
| 2019-20 | 32                                         | 125                                        | 3,446                                      | Frölunda HC                                | Mountfield Hradec Králové                  | Djurgårdens SI, Lulea HF                   |                                            |                                            |                                            |                                            |
| 2020-21 | Cancelado debido a la pandemia de COVID-19 | Cancelado debido a la pandemia de COVID-19 | Cancelado debido a la pandemia de COVID-19 | Cancelado debido a la pandemia de COVID-19 | Cancelado debido a la pandemia de COVID-19 | Cancelado debido a la pandemia de COVID-19 | Cancelado debido a la pandemia de COVID-19 | Cancelado debido a la pandemia de COVID-19 | Cancelado debido a la pandemia de COVID-19 | Cancelado debido a la pandemia de COVID-19 |
| 2021-22 | 32                                         | 123                                        | 1,988                                      | Rögle BK                                   | Tappara                                    | Frölunda HC, EHC Red Bull Múnich           |                                            |                                            |                                            |                                            |
| 2022-23 | 32                                         | 125                                        | 2,841                                      | Tappara                                    | Lulea HF                                   | EV Zug, Frölunda HC                        |                                            |                                            |                                            |                                            |
| 2023-24 | 24                                         | 101                                        | 3,475                                      | Genève-Servette HC                         | Skellefteå AIK                             | Lukko, Vítkovice Ridera                    |                                            |                                            |                                            |                                            |
| 2024-25 | 24                                         | 101                                        | 4,070                                      | ZCS Lions                                  | Färjestad BK                               | Genève-Servette HC, Sparta Praga           |                                            |                                            |                                            |                                            |

### Temporada 2014-15
La temporada 2014-15 se jugó entre agosto de 2014 y febrero de 2015. Participaron en la temporada 44 clubes de 12 países europeos, divididos en 11 grupos de cuatro equipos cada uno. Cada equipo jugó un sistema de todos contra todos a visita recíproca en su grupo, para un total de 6 juegos por equipo. Los 11 ganadores de grupo, así como los cinco segundos lugares de grupo, se clasificaron para la fase final de eliminación directa. La fase final contó con un formato de eliminación directa en donde todas las series previas a la final se jugaron a doble partido a visita recíproca tomando en cuenta los marcadores globales como criterio de desempate; siendo la final a partido único. En total se disputaron 161 partidos, entre fase de grupos y playoffs. La temporada fue ganada por Luleå HF, que derrotó a Frölunda HC en la final.

### Temporada 2015-16
Para la temporada 2015-16, el torneo se expandió a 48 equipos divididos en 16 grupos de 3 equipos cada uno. Los dos equipos mejor clasificados de cada grupo avanzaron a la fase de eliminación directa a partir de dieciseisavos de final. Los 48 equipos clasificados se repartieron en: 26 clubes fundadores con licencia A, 12 clubes con licencia B de las ligas fundadoras y 10 equipos "invitados" con licencia C de otras ligas. En total se jugaron 157 partidos. Frölunda HC ganó su primer título de la Liga de Campeones al vencer a Oulun Kärpät en la final.

### Temporada 2016-17
La temporada 2016-17 volvió a contar con 48 equipos durante su fase de grupos, empleando el mismo formato que en la temporada anterior. La temporada dio inicio el día 16 de agosto de 2016 y culminó con la final el 7 de febrero del 2017 con victoria del Frölunda sueco sobre el Sparta Praga, 4-3 en la prórroga.

### Temporada 2017-18
A partir de la cuarta temporada del torneo, el campeonato se redujo a 32 equipos y la clasificación se basó únicamente en el mérito deportivo. Las seis ligas fundadoras estaban representadas por entre tres y cinco equipos (según una clasificación que toma en cuenta el desempeño de los equipos de estas ligas durante los tres años anteriores), mientras que ocho equipos de las "ligas desafiantes" estaban representados por un equipo cada una. Ningún equipo fundador se clasificó automáticamente.
El JYP Jyväskylä finlandés se hizo con el título continental tras derrotar en la final al Växjö Lakers sueco por 2-0.

### Temporada 2018-19
La quinta temporada del torneo fue disputada por 32 equipos y la clasificación se basó únicamente en méritos deportivos, al igual que la anterior. Las seis ligas fundadoras estaban representadas por entre tres y cinco equipos (según una clasificación que toma en cuenta el desempeño de los equipos de estas ligas durante los cuatro años anteriores), mientras que siete "ligas desafiantes" estaban representadas por un equipo cada una. Además, se otorgó un puesto al campeón de la Copa Continental. A diferencia de las tres primeras ediciones y en similitud a la temporada anterior, los equipos fundadores no se clasificaron automáticamente de ninguna manera. La fase de grupos comenzó el 30 de agosto de 2018 y finalizó el 17 de octubre de 2018. La temporada tuvo una asistencia promedio de 3401 por juego, un aumento del uno por ciento con respecto a la temporada anterior.
El Frölunda HC, de Suecia, ganó su tercer título de Liga de Campeones, derrotando a Red Bull München, quien fue el primer equipo alemán en llegar a la final, 3-1 en el Scandinavium de Gotemburgo.

### Temporada 2019-20
La sexta temporada del torneo contó con 32 equipos, y basando su clasificación nuevamente al mérito deportivo. Las seis ligas fundadoras estaban representadas por entre tres y cinco equipos (según una clasificación de liga de tres años), mientras que siete "ligas desafiantes" estaban representadas por un equipo cada una. Se otorgó un lugar al campeón defensor, así como un lugar comodín seleccionado por la junta.
El equipo sueco Frölunda HC defendió con éxito su título de Champions Hockey League, derrotando alMountfield HK checo por marcador de  3-1 en la final para ganar el Trofeo Europeo por cuarta vez. Por primera vez en la historia de la liga, la final se celebró en la República Checa.

### Temporada 2020-21
La temporada fue cancelada debido a la pandemia de COVID-19 en Europa .

### Temporada 2021-22
La séptima edición del torneo tuvo 32 equipos participantes. Las seis ligas fundadoras estuvieron representadas por entre tres y cinco equipos (según una clasificación de liga de tres años), mientras que siete "ligas desafiantes" estuvieron representadas por sus campeones nacionales. Se otorgó un lugar al campeón de la Liga de Campeones de Hockey 2019-20, así como dos puestos extra seleccionados por la junta para reemplazar a los campeones nacionales de Bielorrusia y Eslovaquia, quienes no participaron debido a problemas internos fruto de la temporada anterior. La temporada estuvo marcada por la participación del primer equipo ucraniano: HC Donbass .
El Rögle BK sueco, como debutante, venció al Tappara finlandés 2-1 en la final en su sede, el Catena Arena de Ängelholm; ganando su primer torneo continental.

## Equipos participantes
A partir de la temporada 2017-18, son 32 los equipos que participan de la fase de grupos. De estos, 24 equipos provienen de las seis ligas fundadoras: ( SHL, de Suecia; Liiga, de Finlandia; Liga Nacional A, de Suiza; Extraliga, de Chequia; DEL, de Alemania y EBEL, de Austria y países circunvecinos), su clasificación se basa en los resultados obtenidos por los clubes de estas ligas y su desempeño en sus ligas nacionales; los clubes fundadores ya no tienen garantizado un lugar en la competencia. Se permite un máximo de cinco equipos de cada país, con las inscripciones asignadas a cada país de acuerdo con un sistema de coeficientes (las dos mejores ligas obtienen cinco plazas, las dos siguientes obtienen cuatro, las dos últimas obtienen tres). Los ocho lugares restantes se otorgan a los campeones de las ligas noruega, eslovaca, francesa, bielorrusa, danesa, británica y polaca, así como al campeón de la Copa Continental. Posteriormente, los equipos se dividen en ocho grupos de cuatro, y los dos mejores equipos de cada grupo avanzan a la etapa eliminatoria, que se disputa por medio de eliminación directa a doble partido hasta llegar a la final, a partido único.

### Clasificación de las ligas
| Pos. | Liga            | Puntos 2016-17 (25%) | Puntos 2017-18 (50%) | Puntos 2018-19 (75%) | Puntos 2019-20 (100%) | Puntos totales | Plazas para 2022-23 |
| ---- | --------------- | -------------------- | -------------------- | -------------------- | --------------------- | -------------- | ------------------- |
| 1    | SHL F           | 95 (24)              | 100 (50)             | 100 (75)             | 100                   | 249            | 5                   |
| 2    | NLA F           | 100 (25)             | 80 (40)              | 95 (71)              | 90                    | 226            | 5                   |
| 3    | DELF _          | 75 (19)              | 85 (43)              | 80 (60)              | 95                    | 217            | 4                   |
| 4    | Liga F          | 90 (23)              | 80 (45)              | 85 (64)              | 80                    | 212            | 4                   |
| 5    | ELH F           | 85 (21)              | 95 (48)              | 75 (56)              | 85                    | 210            | 3                   |
| 6    | ICEHL F         | 65 (16)              | 75 (38)              | 90 (68)              | 70                    | 192            | 3                   |
| 7    | BXL             | 80 (20)              | 70 (35)              | 60 (45)              | 75                    | 175            | 1                   |
| 8    | EIHL            | 60 (15)              | 65 (33)              | 40 (30)              | 70                    | 148            | 1                   |
| 9    | Liga Magnus     | 45 (11)              | 50 (25)              | 70 (53)              | 55                    | 144            | 1                   |
| 10   | Tipos Extraliga | 70 (18)              | 60 (30)              | 55 (41)              | 55                    | 144            | 1                   |
| 11   | Eliteserien     | 50 (13)              | 55 (28)              | 70 (53)              | 40                    | 134            | 1                   |
| 12   | PHL             | 40 (10)              | 50 (25)              | 50 (38)              | 60                    | 133            | 1                   |
| 13   | Metal Ligaen    | 60 (15)              | 50 (25)              | 50 (38)              | 55                    | 133            | 1                   |

Ligas fundadoras F
Nota: Se decidió que no se contabilizaría la temporada 2021-22. debido a su cualidad extraordinaria pospandemia.

### Cálculo de puntos para la clasificación
Cada partido es tomado en cuenta para la clasificación. Los puntos acumulados por todos los equipos de una liga en específico se suman y se dividen entre el número de equipos que la liga tenía en competencia. El resultado final de esta operación representa el coeficiente de la liga para ese año. Posteriormente, los coeficientes son ordenados desde mayor a menor: la mejor liga recibe 100 puntos y cada siguiente obtiene cinco puntos menos que la anterior (95, 90, 85. . . ).
Los puntos se otorgan de la siguiente manera:
- Triunfo en tiempo reglamentario – 3 puntos (fase de grupos, playoffs)
- Triunfo en tiempo extra: 2 puntos (solo en la fase de grupos; no hay tiempo extra en los playoffs)
- Empate en tiempo reglamentario – 1 punto (solo playoffs)
- Derrota en prórroga: 1 punto (solo en la fase de grupos)
- pérdida en el tiempo reglamentario - 0 puntos (fase de grupos, playoffs)

Adicionalmente, cada equipo recibe 1 punto extra por cada ronda alcanzada
La asignación de puntos toma en cuenta las últimas cuatro temporadas. Los puntos se multiplican por cierto porcentaje para dar mayor valor a temporadas más recientes: 25 % para la temporada más lejana, 50 % para la segunda temporada más lejana, 75 % para la penúltima temporada y 100 % para la temporada más reciente..

## Récords y estadísticas

### Campeonatos
| Club                      | Títulos | Finales | Semifinales | Años campeón                       |
| ------------------------- | ------- | ------- | ----------- | ---------------------------------- |
| Frölunda HC               | 4       | 1       | 1           | 2015–16, 2016–17, 2018–19, 2019–20 |
| Lulea HF                  | 1       | 1       | 1           | 2014-15                            |
| Tappara                   | 1       | 1       | 0           | 2022–23                            |
| Genève-Servette HC        | 1       | 0       | 1           | 2023-24                            |
| JYP                       | 1       | 0       | 0           | 2017-18                            |
| Rögle BK                  | 1       | 0       | 0           | 2021-22                            |
| ZSC Zürich                | 1       | 0       | 0           | 2024-25                            |
| Oulun Kärpät              | 0       | 1       | 1           |                                    |
| Växjö Lakers              | 0       | 1       | 1           |                                    |
| EHC Red Bull Múnich       | 0       | 1       | 1           |                                    |
| Skellefteå AIK            | 0       | 1       | 1           |                                    |
| HC Sparta Praga           | 0       | 1       | 1           |                                    |
| Mountfield Hradec Králové | 0       | 1       | 0           |                                    |
| Färjestad BK              | 0       | 1       | 0           |                                    |
| HC Davos                  | 0       | 0       | 1           |                                    |
| Lukko                     | 0       | 0       | 1           |                                    |
| Friburgo-Gottéron         | 0       | 0       | 1           |                                    |
| Bílí Tygři Liberec        | 0       | 0       | 1           |                                    |
| Oceláři Třinec            | 0       | 0       | 1           |                                    |
| HC Pilsen                 | 0       | 0       | 1           |                                    |
| CE Red Bull Salzburgo     | 0       | 0       | 1           |                                    |
| Djurgårdens SI            | 0       | 0       | 1           |                                    |

### Por país
| Nación          | Campeonatos                                              | Finalistas                             | Semifinalistas                             | Cuartofinalistas                                                 | Octavos                                                               |
| --------------- | -------------------------------------------------------- | -------------------------------------- | ------------------------------------------ | ---------------------------------------------------------------- | --------------------------------------------------------------------- |
| Suecia          | 6 (2014–15, 2015–16, 2016–17, 2018–19, 2019–20, 2021–22) | 4 (2014–15, 2017–18, 2022–23, 2023–24) | 5 (2014–15, 2016–17, 2019–20 (2), 2021–22) | 8 (2014–15, 2015–16 (2), 2016–17, 2017–18, 2018–19 (2), 2021–22) | 7 (2015–16 (2), 2016–17, 2017–18 (2), 2019–20 (2), 2021–22 (2))       |
| Finlandia       | 2 (2017-18, 2022–23)                                     | 2 (2015–16, 2021–22)                   | 2 (2014–15, 2015–16)                       | 7 (2014–15 (3), 2015–16 (2), 2018–19, 2021–22)                   | 11 (2014–15 (3), 2015–16, 2016–17 (4), 2017–18, 2018–19, 2019–20)     |
| Suiza           | 1 (2023-24)                                              | 0                                      | 2 (2015–16, 2016–17)                       | 7 (2016–17 (2), 2017–18 (2), 2019–20 (3))                        | 11 (2014–15 (2), 2016–17, 2017–18, 2018–19 (4), 2019–20, 2021–22 (2)) |
| República Checa | 0                                                        | 2 (2016–17, 2019–20)                   | 3 (2017-18 (2), 2018-19)                   | 4 (2016–17, 2017–18, 2018–19, 2021–22)                           | 6 (2014–15, 2015–16 (3), 2016–17, 2019–20)                            |
| Alemania        | 0                                                        | 1 (2018-19)                            | 1 (2021–22)                                | 1 (2019-20)                                                      | 7 (2015–16, 2016–17, 2017–18 (2), 2019–20 (2), 2021–22)               |
| Austria         | 0                                                        | 0                                      | 1 (2018-19)                                | 0                                                                | 5 (2014–15 (2), 2017–18, 2021–22 (2))                                 |
| Francia         | 0                                                        | 0                                      | 0                                          | 1 (2021–22)                                                      | 1 (2018-19)                                                           |
| Noruega         | 0                                                        | 0                                      | 0                                          | 0                                                                | 2 (2015–16, 2018–19)                                                  |
| Italia          | 0                                                        | 0                                      | 0                                          | 0                                                                | 2 (2018–19, 2021–22)                                                  |
| Bielorrusia     | 0                                                        | 0                                      | 0                                          | 0                                                                | 1 (2019-20)                                                           |
| Reino Unido     | 0                                                        | 0                                      | 0                                          | 0                                                                | 1 (2017-18)                                                           |

### Número de participaciones por equipo y país
| País (clubes)   | N.º | Clubes                    | Participaciones                                                        |
| --------------- | --- | ------------------------- | ---------------------------------------------------------------------- |
| Finlandia (13)  | 8   | Tappara                   | 2014–15, 2015–16, 2016–17, 2017–18, 2018–19, 2019–20, 2021–22, 2022–23 |
| Finlandia (13)  | 7   | TPS                       | 2014–15, 2015–16, 2016–17, 2017–18, 2018–19, 2021–22, 2022–23          |
| Finlandia (13)  | 6   | HIFK                      | 2014–15, 2015–16, 2016–17, 2017–18, 2018–19, 2021–22                   |
| Finlandia (13)  | 5   | JYP                       | 2014–15, 2015–16, 2016–17, 2017–18, 2018–19                            |
| Finlandia (13)  | 5   | Kärpät                    | 2014–15, 2015–16, 2016–17, 2018–19, 2019–20                            |
| Finlandia (13)  | 4   | KalPa                     | 2014–15, 2015–16, 2016–17, 2017–18                                     |
| Finlandia (13)  | 4   | Lukko                     | 2014–15, 2015–16, 2016–17, 2021–22                                     |
| Finlandia (13)  | 2   | SaiPa                     | 2014–15, 2016–17                                                       |
| Finlandia (13)  | 1   | Espoo Blues               | 2015–16                                                                |
| Finlandia (13)  | 1   | HPK                       | 2019–20                                                                |
| Finlandia (13)  | 1   | Lahti Pelicans            | 2019–20                                                                |
| Finlandia (13)  | 1   | Jukurit                   | 2022–23                                                                |
| Finlandia (13)  | 1   | Ilves                     | 2022–23                                                                |
| Alemania (13)   | 7   | Red Bull München          | 2015–16, 2016–17, 2017–18, 2018–19, 2019–20, 2021–22, 2022–23          |
| Alemania (13)   | 6   | Adler Mannheim            | 2014–15, 2015–16, 2016–17, 2017–18, 2019–20, 2021–22                   |
| Alemania (13)   | 6   | Eisbären Berlin           | 2014–15, 2015–16, 2016–17, 2018–19, 2021–22, 2022–23                   |
| Alemania (13)   | 3   | ERC Ingolstadt            | 2014–15, 2015–16, 2016–17                                              |
| Alemania (13)   | 3   | Krefeld Pinguine          | 2014–15, 2015–16, 2016–17                                              |
| Alemania (13)   | 3   | Grizzlys Wolfsburg        | 2016–17, 2017–18, 2022–23                                              |
| Alemania (13)   | 1   | Hamburg Freezers          | 2014–15                                                                |
| Alemania (13)   | 1   | Kölner Haie               | 2014–15                                                                |
| Alemania (13)   | 1   | Düsseldorfer EG           | 2015–16                                                                |
| Alemania (13)   | 1   | Nürnberg Ice Tigers       | 2018–19                                                                |
| Alemania (13)   | 1   | Augsburger Panther        | 2019–20                                                                |
| Alemania (13)   | 1   | Pinguins Bremerhaven      | 2021–22                                                                |
| Alemania (13)   | 1   | Straubing Tigers          | 2022–23                                                                |
| Suecia (12)     | 8   | Frölunda HC               | 2014–15, 2015–16, 2016–17, 2017–18, 2018–19, 2019–20, 2021–22, 2022–23 |
| Suecia (12)     | 7   | Skellefteå AIK            | 2014–15, 2015–16, 2016–17, 2018–19, 2019–20, 2021–22, 2022–23          |
| Suecia (12)     | 6   | Växjö Lakers              | 2014–15, 2015–16, 2016–17, 2017–18, 2018–19, 2021–22                   |
| Suecia (12)     | 5   | Djurgårdens IF            | 2014–15, 2015–16, 2016–17, 2018–19, 2019–20                            |
| Suecia (12)     | 5   | Färjestad BK              | 2014–15, 2015–16, 2016–17, 2019–20, 2022–23                            |
| Suecia (12)     | 5   | Luleå HF                  | 2014–15, 2015–16, 2016–17, 2019–20, 2022–23                            |
| Suecia (12)     | 4   | HV71                      | 2014–15, 2015–16, 2016–17, 2017–18                                     |
| Suecia (12)     | 3   | Linköping HC              | 2014–15, 2015–16, 2016–17                                              |
| Suecia (12)     | 2   | Malmö Redhawks            | 2017–18, 2018–19                                                       |
| Suecia (12)     | 2   | Rögle BK                  | 2021–22, 2022–23                                                       |
| Suecia (12)     | 1   | Brynäs IF                 | 2017–18                                                                |
| Suecia (12)     | 1   | Leksands IF               | 2021–22                                                                |
| Suiza (12)      | 8   | EV Zug                    | 2014–15, 2015–16, 2016–17, 2017–18, 2018–19, 2019–20, 2021–22, 2022–23 |
| Suiza (12)      | 7   | ZSC Lions                 | 2014–15, 2015–16, 2016–17, 2017–18, 2018–19, 2021–22, 2022–23          |
| Suiza (12)      | 6   | SC Bern                   | 2014–15, 2015–16, 2016–17, 2017–18, 2018–19, 2019–20                   |
| Suiza (12)      | 5   | Fribourg-Gottéron         | 2014–15, 2015–16, 2016–17, 2021–22, 2022–23                            |
| Suiza (12)      | 4   | HC Davos                  | 2015–16, 2016–17, 2017–18, 2022–23                                     |
| Suiza (12)      | 3   | HC Lugano                 | 2016–17, 2018–19, 2021–22                                              |
| Suiza (12)      | 2   | Genève-Servette           | 2014–15, 2015–16                                                       |
| Suiza (12)      | 2   | Lausanne HC               | 2019–20, 2021–22                                                       |
| Suiza (12)      | 1   | EHC Kloten                | 2014–15                                                                |
| Suiza (12)      | 1   | HC Ambrì-Piotta           | 2019–20                                                                |
| Suiza (12)      | 1   | EHC Biel-Bienne           | 2019–20                                                                |
| Suiza (12)      | 1   | SC Rapperswil-Jona Lakers | 2022–23                                                                |
| Chequia (11)    | 7   | Oceláři Třinec            | 2014–15, 2015–16, 2017–18, 2018–19, 2019–20, 2021–22, 2022–23          |
| Chequia (11)    | 5   | Bílí Tygři Liberec        | 2014–15, 2015–16, 2016–17, 2017–18, 2019–20                            |
| Chequia (11)    | 5   | HC Sparta Praha           | 2014–15, 2015–16, 2016–17, 2021–22, 2022–23                            |
| Chequia (11)    | 4   | Mountfield HK             | 2017–18, 2018–19, 2019–20, 2022–23                                     |
| Chequia (11)    | 3   | HC Pardubice              | 2014–15, 2015–16, 2016–17                                              |
| Chequia (11)    | 3   | Vítkovice Ridera          | 2014–15, 2015–16, 2016–17                                              |
| Chequia (11)    | 3   | HC Plzeň                  | 2016–17, 2018–19, 2019–20                                              |
| Chequia (11)    | 2   | BK Mladá Boleslav         | 2016–17, 2021–22                                                       |
| Chequia (11)    | 2   | Kometa Brno               | 2017–18, 2018–19                                                       |
| Chequia (11)    | 1   | PSG Zlín                  | 2014–15                                                                |
| Chequia (11)    | 1   | HC Litvínov               | 2015–16                                                                |
| Austria (9)     | 7   | Red Bull Salzburg         | 2014–15, 2015–16, 2016–17, 2017–18, 2018–19, 2021–22, 2022–23          |
| Austria (9)     | 6   | Vienna Capitals           | 2014–15, 2015–16, 2016–17, 2017–18, 2018–19, 2019–20                   |
| Austria (9)     | 4   | KAC                       | 2015–16, 2017–18, 2019–20, 2021–22                                     |
| Austria (9)     | 3   | HC Bolzano                | 2014–15, 2018–19, 2021–22                                              |
| Austria (9)     | 2   | Villach SV                | 2014–15, 2022–23                                                       |
| Austria (9)     | 2   | Black Wings Linz          | 2015–16, 2016–17                                                       |
| Austria (9)     | 1   | Orli Znojmo               | 2016–17                                                                |
| Austria (9)     | 1   | Graz 99ers                | 2019–20                                                                |
| Austria (9)     | 1   | Fehérvár AV19             | 2022–23                                                                |
| Noruega (5)     | 5   | Stavanger Oilers          | 2014–15, 2015–16, 2016–17, 2017–18, 2022–23                            |
| Noruega (5)     | 2   | Storhamar Hamar           | 2015–16, 2018–19                                                       |
| Noruega (5)     | 2   | Frisk Asker               | 2019–20, 2021–22                                                       |
| Noruega (5)     | 1   | Vålerenga                 | 2014–15                                                                |
| Noruega (5)     | 1   | Lørenskog IK              | 2016–17                                                                |
| Reino Unido (5) | 4   | Cardiff Devils            | 2017–18, 2018–19, 2019–20, 2021–22                                     |
| Reino Unido (5) | 2   | Nottingham Panthers       | 2014–15, 2017–18                                                       |
| Reino Unido (5) | 2   | Sheffield Steelers        | 2015–16, 2016–17                                                       |
| Reino Unido (5) | 2   | Belfast Giants            | 2019–20, 2022–23                                                       |
| Reino Unido (5) | 1   | Glasgow Clan              | 2015–16                                                                |
| Francia (4)     | 3   | Gap                       | 2015–16, 2016–17, 2017–18                                              |
| Francia (4)     | 3   | Rouen                     | 2016–17, 2018–19, 2021–22                                              |
| Francia (4)     | 3   | Grenoble                  | 2015–16, 2019–20, 2022–23                                              |
| Francia (4)     | 1   | Briançon                  | 2014–15                                                                |
| Eslovaquia (4)  | 3   | HC Košice                 | 2014–15, 2015–16, 2016–17                                              |
| Eslovaquia (4)  | 3   | HC '05 Banská Bystrica    | 2017–18, 2018–19, 2019–20                                              |
| Eslovaquia (4)  | 2   | HK Nitra                  | 2015–16, 2016–17                                                       |
| Eslovaquia (4)  | 2   | HC Slovan Bratislava      | 2021–22, 2022–23                                                       |
| Dinamarca (4)   | 3   | SønderjyskE Vojens        | 2014–15, 2015–16, 2021–22                                              |
| Dinamarca (4)   | 2   | Esbjerg Energy            | 2016–17, 2017–18                                                       |
| Dinamarca (4)   | 2   | Aalborg Pirates           | 2018–19, 2022–23                                                       |
| Dinamarca (4)   | 2   | Rungsted Seier Capital    | 2019–20, 2021–22                                                       |
| Polonia (4)     | 3   | KS Cracovia               | 2016–17, 2017–18, 2022–23                                              |
| Polonia (4)     | 2   | GKS Tychy                 | 2018–19, 2019–20                                                       |
| Polonia (4)     | 1   | JKH GKS Jastrzębie        | 2021–22                                                                |
| Polonia (4)     | 1   | GKS Katowice              | 2022–23                                                                |
| Bielorrusia (2) | 3   | Neman Grodno              | 2015–16, 2017–18, 2018–19                                              |
| Bielorrusia (2) | 3   | Yunost Minsk              | 2016–17, 2018–19, 2019–20                                              |
| Ucrania (1)     | 1   | HC Donbass                | 2021–22                                                                |
| Eslovenia (1)   | 1   | Olimpija Ljubljana        | 2022–23                                                                |